# Prins
Prins (låneord fra oldfransk: prince (= "den første") gennem mellemhøjtysk prinze). Ordet betød oprindelig bare "den første" efter det latinske princeps. Oversættelsen udvikledes til begrebet fyrste, der var synonymt med prins i en lang periode, indtil dette begreb fik de følgende betydninger.
En prins er en søn af en regent, eller en kvindelig regents ægtemand (denne sidste ofte kaldt en prinsgemal).
En prins, som er den første i arverækkefølgen til regenten, er kronprins.
En prins, som ikke er søn af regenten, men alligevel er den første i arverækkefølgen, er arveprins.
En kone til en prins er en prinsesse. Når kronprinsen krones, bliver han konge og hans prinsesse bliver dronning.

## Prinsen af Wales
Titlen prins (engelsk, fransk prince) modsvarer oprindeligt den germanske "fyrste", og brugen af fyrstetitlen for kongesønner begyndte (ifølge traditionen) i 1301, da Edvard 1. af England gav sin søn, den senere Edvard 2. af England, titlen Prins af Wales.

## Danske kongesønner
Titlen prins blev indført i Danmark-Norge i 1599. Dette år gav Christian 4. og dronning Anna Katrine (født prinsesse af Brandenburg) deres førstefødte søn titlen prins. Prins Frederik døde allerede samme år. Kongeparret fik senere flere børn – blandt andre Frederik 3..
I årene efter 1448 fik danske kongesønner titlen hertug. Før 1375 blev titlen junker brugt om danske kongesønner.

## Danske prinser og prinsesser
Kongeparrets børn er prinser og prinsesser. Det samme gælder for prinsgemalens og dronningens børn. En prinsesse, der gifter sig med en dansk prins, får traditionelt titel som dansk prinsesse.
Titlerne kan gå i arv. Hvis faderen er dansk prins og moderen er dansk prinsesse, så bliver børnene prinser og prinsesser. Prins Richard af Berleburg er aldrig blevet dansk prins, derfor har hans børn med Prinsesse Benedikte til Danmark ikke danske titler, men derimod berleburgske titler.

## Undtagelser
Normalt erhverves titlerne ved fødsel (arv), ægteskab eller politisk beslutning.
Ved ægteskab med danske prinser er fødte prinsesser også blevet danske prinsesser.
Det er fire eksempler på, at ikke-fystelige kvinder er blevet optaget i kongehuset:
- Komtesse Anna Sophie Reventlow, der blev Frederik 4.s anden dronning.
- Prinsesse Alexandra (grevinde af Frederiksborg), der var gift med Prins Joachim.
- Kronprinsesse Mary, gift med Kronprins Frederik.
- Prinsesse Marie, gift med Prins Joachim.

Ved sit ægteskab med den daværende prinsesse Margrethe blev den franske greve Henrik, dansk prins.
Siden 1914 har danske prinser, der har giftet sig med borgerlige eller adelige kvinder, fået titlen greve af Rosenborg og deres hustruer har fået grevindetitel. De første grevinder fik også en personlig prinsessetitel. Således havde prins Viggos hustru titlen Prinsesse Viggo, grevinde af Rosenborg.
Ved en politisk beslutning i 1853 blev den daværende prins Christian af Glücksborg (senere Christian 9.) og hans familie tildelt danske prinse- og prinsessetitler.